# Willemijn Bouman
Willemijn Bouman (Rotterdam, 24 augustus 1956) is een Nederlands beeldend kunstenaar en vormgever.

## Leven en werk
Bouman werd in 1956 in Rotterdam geboren. Ze volgde van 1975 tot 1980 een opleiding aan de Koninklijke Academie van Beeldende Kunsten te Den Haag, waar ze in 1980 afstudeerde in de monumentale vormgeving. Ze maakt grote kleurrijke schilderijen in lyrisch abstracte stijl. Daarnaast maakt ze ook houtsnedes. Bouman is tevens ontwerper en uitvoerder van grootschalige kunstprojecten van toegepaste kunst, zoals muurschilderingen en keramische wanden, met als specialiteit functionele kunst in parkeergarages.
Haar atelier bevindt zich in Otterlo en ze woont in Den Haag. In Turkije exposeert ze ook regelmatig. De invloed die ze heeft ondergaan vanuit de Turkse cultuur en het vulkaanlandschap van Cappadocië is zichtbaar in haar werk.